# Az amerikai őslakók vallása
Az amerikai őslakók vallásai tárgyalásánál fontos figyelembe venni az eltéréseket, mert míg a természeti népek természeti vallásokat, addig például a későbbi európai kultúrák bonyolult "államvallás"okat gyakoroltak.
Kolumbusz Kristóf érkezése előtt (1492) három jelentős indián kultúrnép élt a középkori amerikai kontinensen: az aztékok (Mexikó), a maják (Közép-Amerika) és az inkák (Peru, Ecuador, Bolívia). A jó és rossz etikai fogalmát nem ismerték, bár vallásukra a dualisztikus felfogás jellemző volt, mint például: világosság-sötétség, élet-halál stb.
Bizonyos indián törzsek totemisztikus-animista vallási hiedelmeiben helyet kaptak a teremtő szellemek. Vallásaik egyes történelem előtti vallásokkal rokoníthatók, csak tendenciáikban mutatható ki, hogy az egyistenhit felé tartanak.
Megemlíthetjük, hogy az indiánok hittek egy Legfőbb Lény létezésében is, de kilétét legfeljebb körvonalazni tudták.
Majdnem egész Amerikában  elterjedt volt az a nézet, hogy a világ az ősvízből, az özönvízből jött létre. A bibliai vízözöntörténethez hasonló mondáik is vannak. E szerint az ősi vízözön hajdanán csaknem az egész emberiséget elpusztította. Az inkák szerint erre a pusztításra azért került sor, mert a teremtő (Virakocsa) először óriásokkal népesítette be a Földet, akiktől viszont ő maga is megijedt, ezért vízözönnel elpusztította őket, és mindössze három kiválasztottat hagyott életben, a mai emberek őseit.

## Közép-Amerika

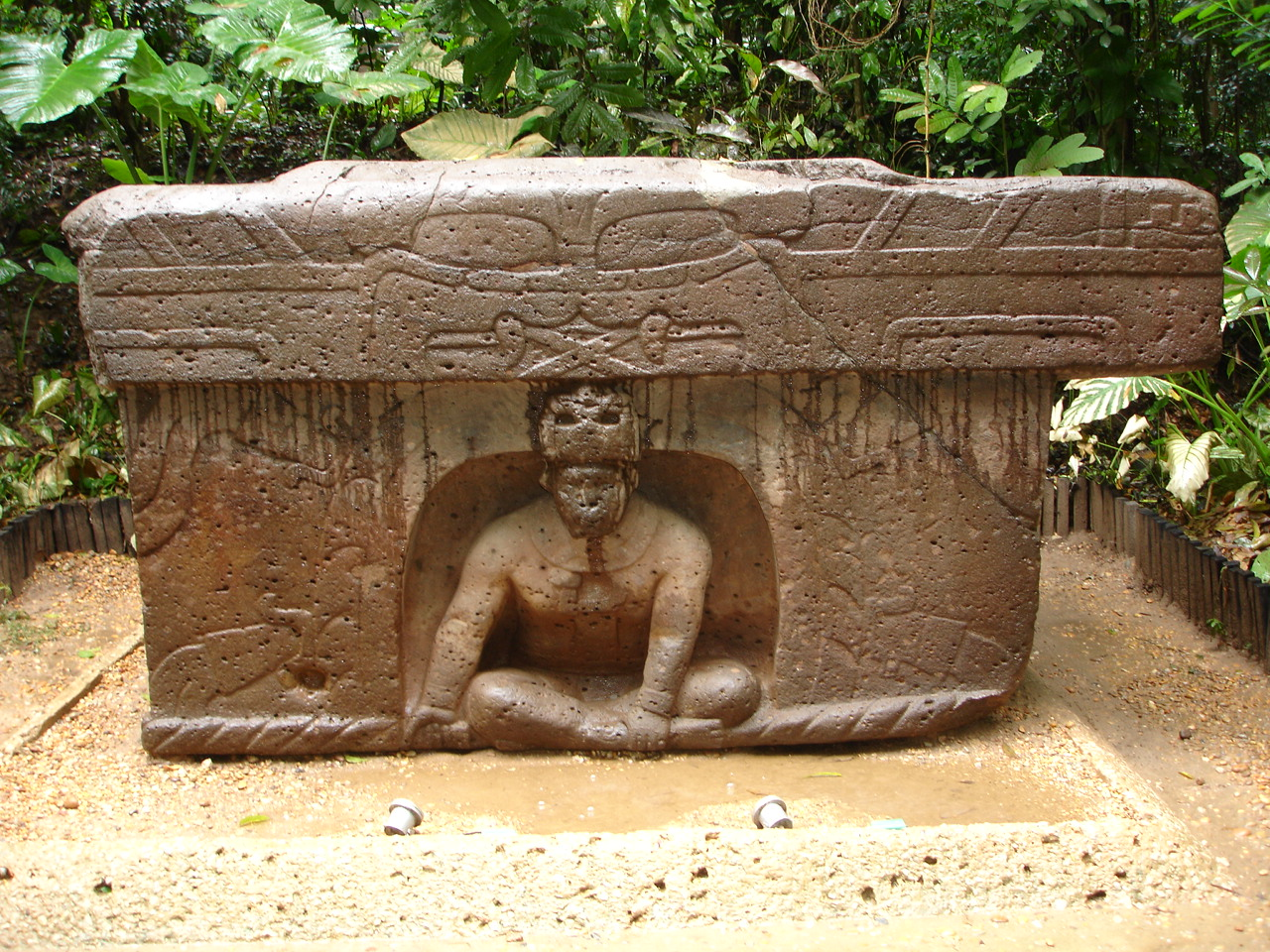
La Venta-i olmék oltármaradvány

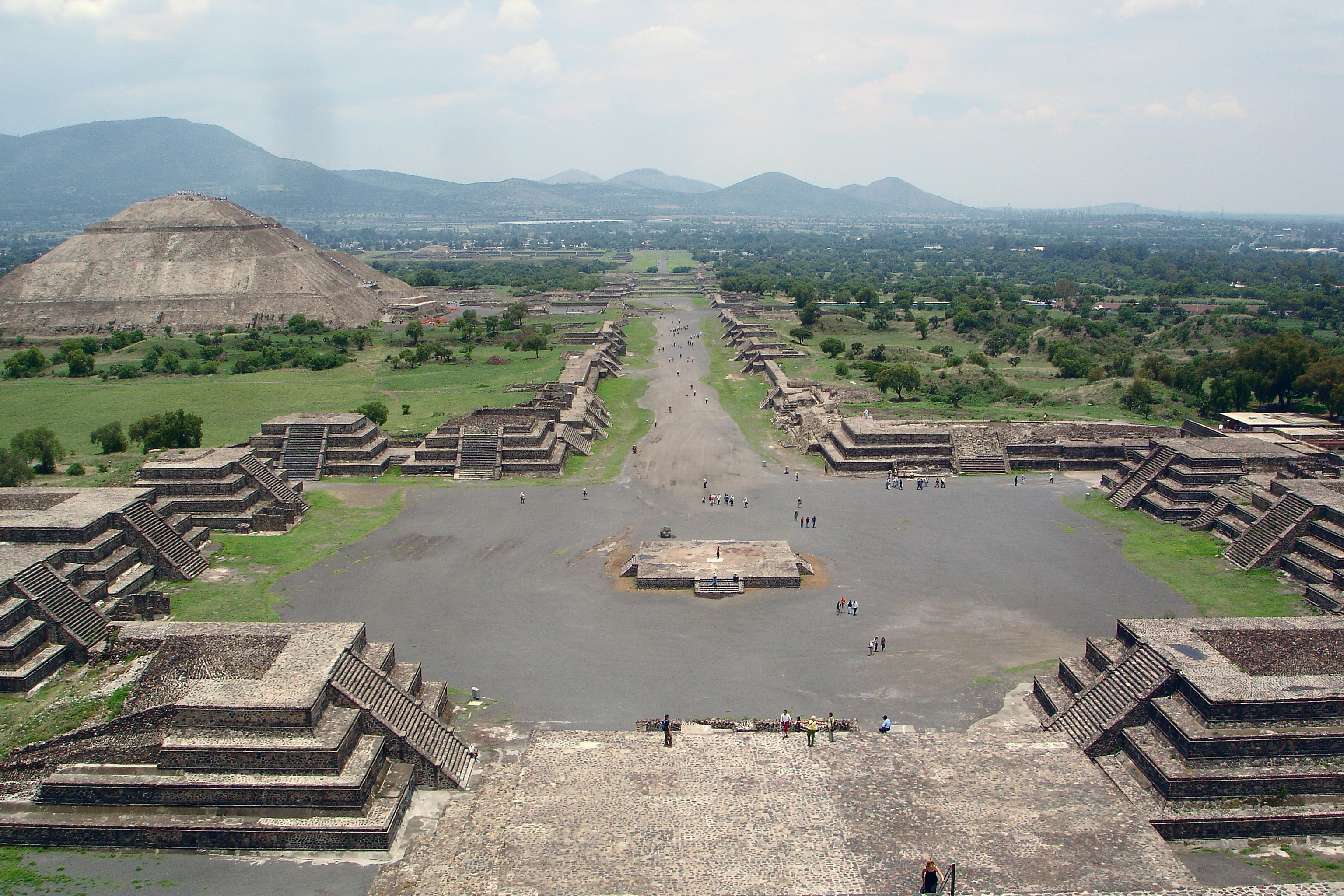
A közép-amerikai Teotihuacan piramiskörzete

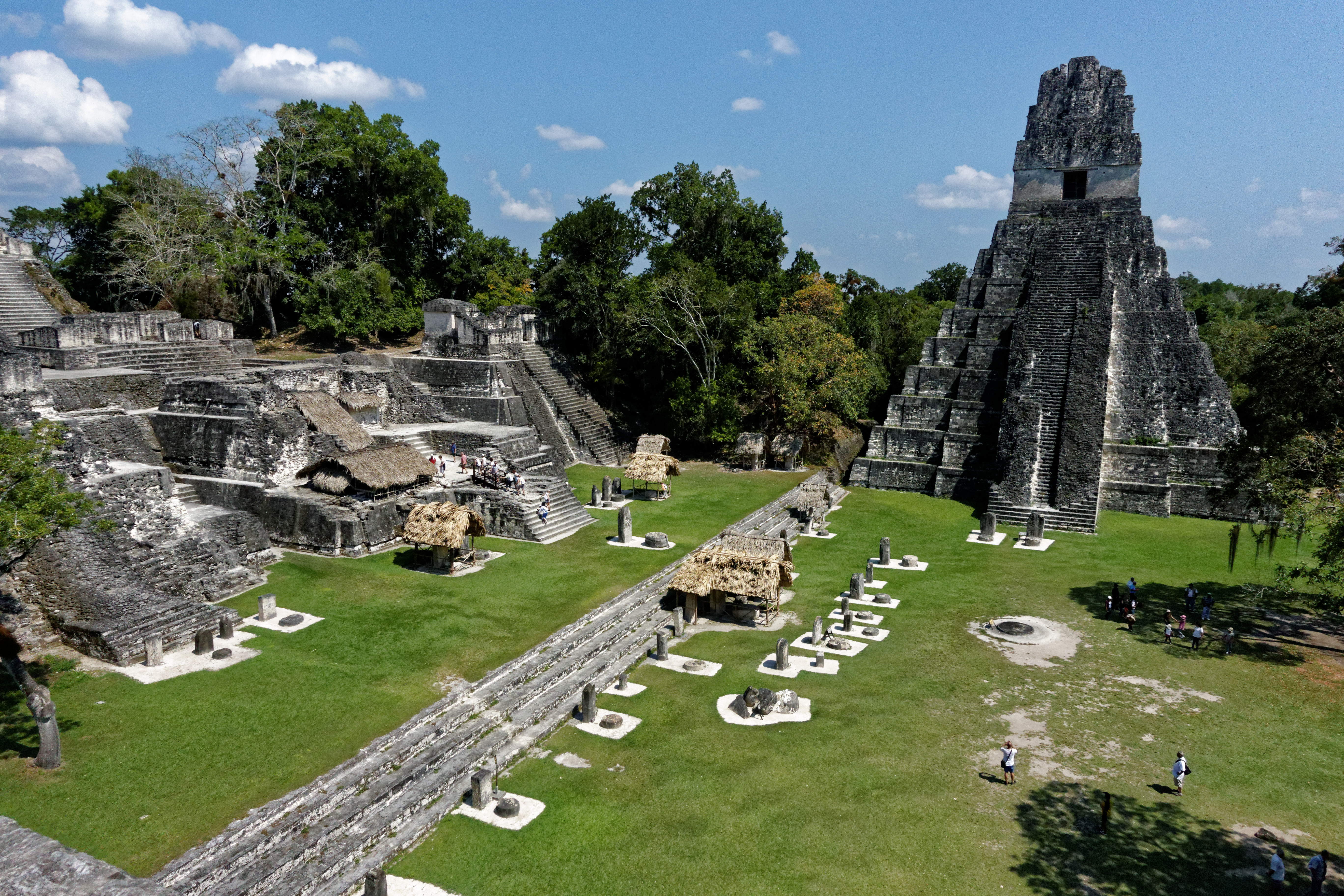
Tikal piramiskörzetének romjai

A közép-amerikai vallás alapvető fogalmainak és ezek ábrázolásának a legkorábbi megjelenése olmék területen igazolható. A legfontosabb szertartási központ La Venta volt, de ezen kívül fontos központ volt még Tres Zapotes, San Lorenzo Tenochtitlán, Laguna de los Cerros, Las Lima.
A Kr. e. 2. évezred végére, a már kialakult falusias környezetben létrejött egy uralkodói réteg, élén a papkirállyal. Ez az elit próbálta meg először kifejezni vallási és politikai hatalmát időtálló alkotások segítségével. Ezek az uralkodók valószínűleg isteneik földi megtestesüléseiként próbáltak megjelenni a nép előtt.
Az olmékok vallását és a hozzájuk kapcsolódó rítusokat más népek is átvették, főleg a távoli vidékekről nehezen beszerezhető jade és obszidián kereskedelem révén. Ez képezte az olmékok kulturális hatásának alapját.
Az olmékok egyfajta sámánisztikus vallást gyakoroltak, aminek az eredete távoli időkre nyúlik vissza. A nahualizmus koncepciója szerint a sámán képes állatok, elsősorban a jaguár alakját magára ölteni. A nahual szó azték kifejezés, és álöltözetet jelent. Ezek az állatok az istenek másai voltak a prekolumbán népek hiedelmei szerint. A sámánok bódító hatású anyagok, hallucinogén gombák vagy dohány segítségével léptek kapcsolatba a természetfeletti világgal. A szertartások a templomok titkos helyiségiben, barlangokban mentek végbe áldozatok, vagy önáldozatok kíséretében.
Teotihuacan – amelynek piramiskörzetét nagyjából Krisztus idején alapították – vallása hasonló volt a többi közép-amerikai valláshoz. Ugyanazokat az isteneket imádták: a Tollas Kígyót (a későbbi aztékok Ketzalkóatlját), és az Esőistent (az aztékok Tlaloc-ját.) Teotihuacan fontos vallásos központ lévén, a papok kasztja itt is nagy politikai hatalommal bírt, mint minden korabeli, közép-amerikai társadalomban. Az ember- és állatáldozatot is kultiválták, ahogy azt az ásatások kimutatták. Szentnek vélt állataikat és azokat, melyeknek katonai erőt tulajdonítottak, ketrecekbe helyezve szintén élve temették el.
A közép-amerikai történelem későbbi fejezeteiben a maják és az aztékok nem képzeltek el igazi mennyországot: az ember végső célja az volt, hogy beteljesítse létezését, ciklikussá váljon a kozmoszban, egybeolvadjon vele.

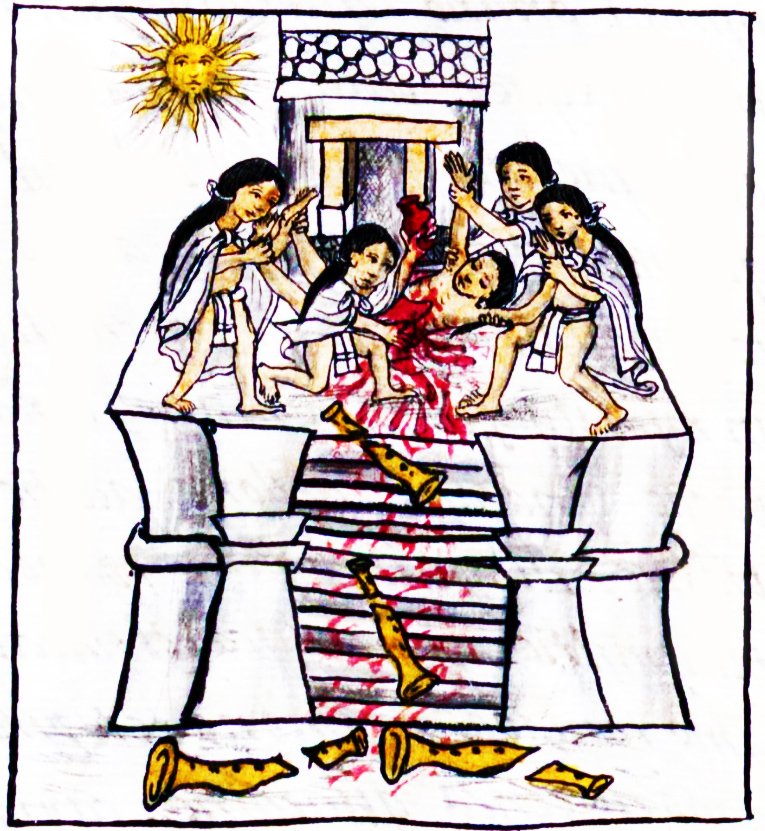
Azték emberáldozat egy piramis tetején a 16. századi Firenzei kódexben

A maják a világmindenséget egymás felett elhelyezkedő világok formájában képzelték el. Közvetlenül a Föld felett tizenhárom ég vagy "égi réteg" magasodott, a Föld alatt pedig kilenc "föld alatti világ" rejlett, amelyek a poklot alkották. A Föld közepén a "Kezdet fája" emelkedett. A "Kezdet fájának" hűs árnyékában a paradicsom foglalt helyet. Ide kerültek az igazak lelkei, hogy kipihenjék az erejükön felüli nehéz földi munkát, nyugalomban és vidámságban.
A maják a Nap útvonalát egyenlő idejű szakaszokra osztották. Ilyen időszak tizenhárom volt, s a Nap mindegyikben kb. húsz napig tartózkodott. Tizenháromszor 20 napos hónap volt egy napév.
Jellegzetesek a maja templompiramisok, amelyek minél magasabbak voltak, annál "közelebb" voltak az istenekhez a rajtuk levő templomok és a bennük imádkozó papok. A nagy tekintélynek örvendő papok gyakran emberáldozatot mutattak be, elsősorban a hadistennek, az eső- és napistennek. Legtöbbször hadifoglyokat áldoztak fel. Az aztékoknál legmegszokottabb az volt, amikor a feláldozandó élő ember szívét kimetszették. Több pap tartotta az áldozat kezét-lábát kifeszítve az oltáron, miközben melléből a főpap egy obszidián-késsel kivágta a még dobogó szívet és felajánlotta Vitzilopocstli istennek. Ezután az élettelen testet lehajították a templom lépcsőin. 
Az aztékoknál a főisten Vitzilopocstli (Huitzilopochtli), maga a Nap. Ő volt a világ teremtője. A hatalmas piramisok tetején épült templomok az ő templomai voltak, az emberáldozatok vértől csepegő szíve az övé volt. Az azték nép a Nap fiainak nemzete; felkeltét harsonaszóval és áldozatokkal ünnepelték, templomaiban aranytükrök verték vissza a fényét. 
Elterjedt volt még a tűzáldozat: az áldozat elevenen való megégetése, illetve az elevenen való megnyúzás is. 
Magáról a szertartássorozatról viszonylag kevés ismeretünk van.
A kultusz főpapja maga az uralkodó volt, alá tartozott a kifejezetten hierarchikusan működő papi szervezet. A papok isteni méltóságra tartottak igényt. Az aztékok vallásosságát nemcsak a kegyetlen rítusok határozta meg, hanem bensőségesség is. Imádságaikban mély bűnbánat, az ínséget szenvedők iránti részvét, a vezeklésre való hajlam nyilvánult meg. A papság mellett voltak magukat aszkézisben gyakorló szerzeteseik is.  A társadalmukban a becsületesség, a szigorú szexuális erkölcsösség voltak az egyik legfontosabb erkölcsi értékek. Halállal büntették a házasságtörést, a lopást, csalást, a hazaárulást, az orgazdaságot. 
A borzalmakba vesző napkultusz nem állt fenn ellentmondás nélkül. Az istenek közt ott találjuk Ketzalkóatl istent, aki a napisten előtt uralkodott, de elvesztette a trónját, s keletre menekült, ahonnan azonban visszavárták. Ketzalkóatl nem kívánt emberáldozatokat, oltárára gyümölcs és virág került és a magasabb rendű, békés kultúrának az isteneként tisztelték az aztékok.
Számos istenségük között Centeotl  néven tisztelték az istenek anyját is, aki a termékenység istennője volt. Őt gyermekkel a kezén ábrázolták és "édesanyjuknak" nevezték, miben a hódító spanyolok a Mária-tiszteletra való vonatkozásokat láttak.
Más hasonló istennőjük Csikomekoatl (Xilonen), a kukoricatermés patronája, akinek bizonyos mértékig a kukorica növését visszatükröző hitregéje és tisztelete a borzalmakba vesző kultusszal méltó párja volt Vitzilopocstli (Huitzilopochtli) tiszteletének. Neki minden évben egy fiatal lányt áldoztak fel, aki az istennő megszemélyesítője volt. A papok lefejezték a lányt, majd az összegyűjtött vérével behintették Csikomekoatl szobrait. A testet megnyúzták, az egyik pap pedig magára húzta a bőrt.

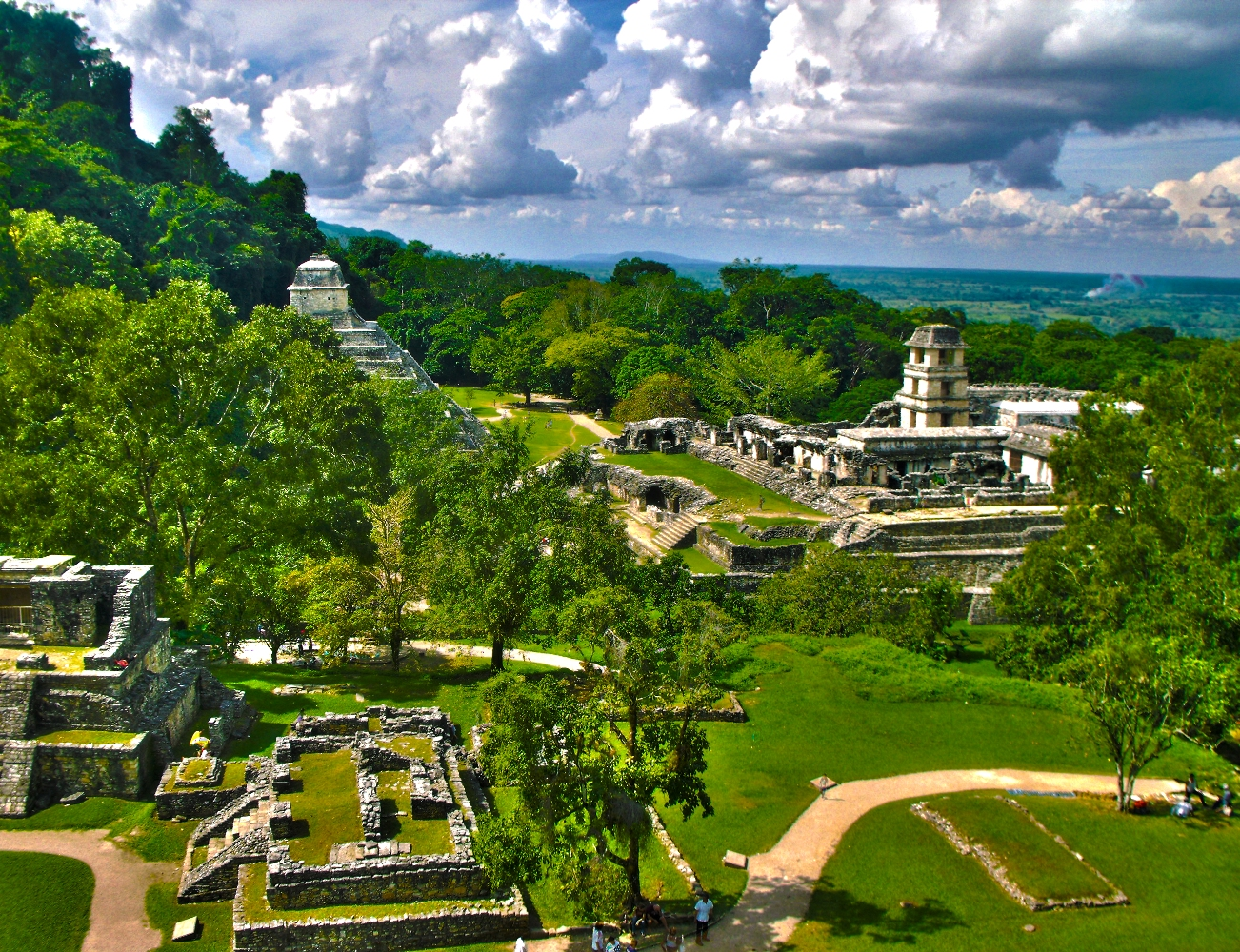
Palenque romjai

Az istenek irányították az életüket. Tőlük vártak segítséget, ők küldték a betegségeket. megkövetelték az áldozatokat, máskor az önmegtartóztatást vagy józanságot kívántak, adtak szerencsés napokat stb.  Az aztékok különböző célokra különböző naptárakat dolgoztak ki. Ezekből náluk a három legfontosabb a rituális naptár, az éves naptár és az 52 éves körnaptár volt.
Az aztékok több túlvilági birodalmat ismertek: a kilenc szintű alvilág, a Miktlan ; a Tlalokan  az esőisten és a paradicsom birodalma; a Nap háza, ahová a hős harcosok jutottak.

## Dél-Amerika

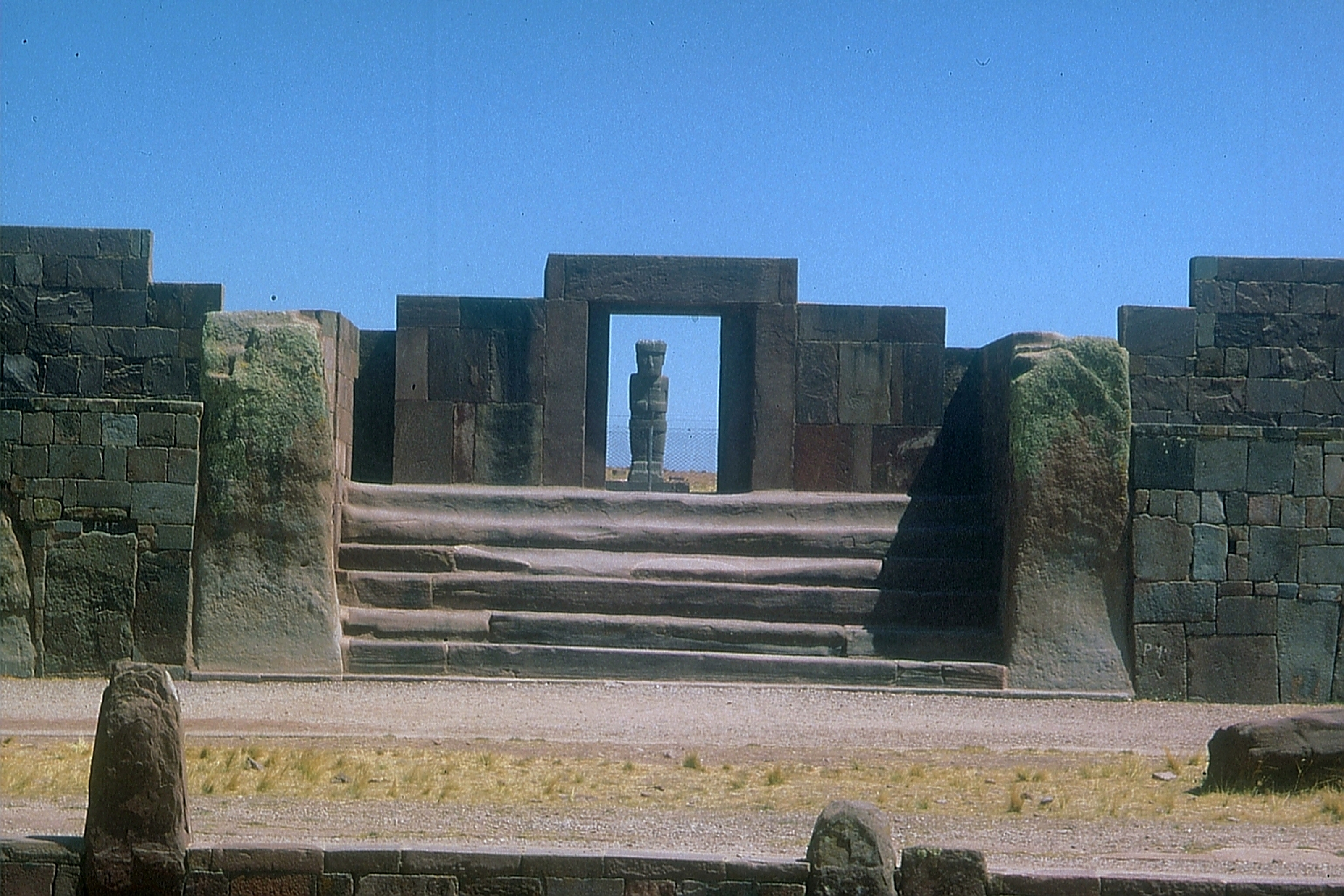
A dél-amerikai Tiahuanaco romjai

A preinka kultúra egyik vallási és kultikus központja Tiahuanaco lett, amelyet nagy számban kerestek fel a zarándokok. Tiahuanaco vallási központját vizesárok vette körül, így lényegében miniatűr tavat hoztak létre, amelynek közepéből szigetként emelkedett ki a 17 méter magas, 200×200 méteres templompiramis, az Akapana. Tökéletesen átformálták a tájat, beleszőtték vallási meggyőződéseiket. A templomot a sámán-puma tiszteletére emelhették; a felső teraszokat puma- és emberfej ábrázolások díszítik. Valószínűleg termékenységi rítusokat és egyéb, emberáldozatokat is bemutató szertartásokat is tartottak itt. Ezt bizonyítják az Akapana környezetéből előkerült torzók, feldarabolt testek maradványai, valamint vérfagyasztó jelenetekkel díszített kerámiatárgyak.
Alexei Vranich, a Pennsylvania Egyetem régésze úgy véli, hogy a városba érkező zarándokok kukoricasört (csicsát) és hallucinogén szereket kaptak, majd rituális színjátékok keretében nyertek beavatást az államvallásba. Csak ezek után léphettek be a vallási övezet szívében álló többi templomba.

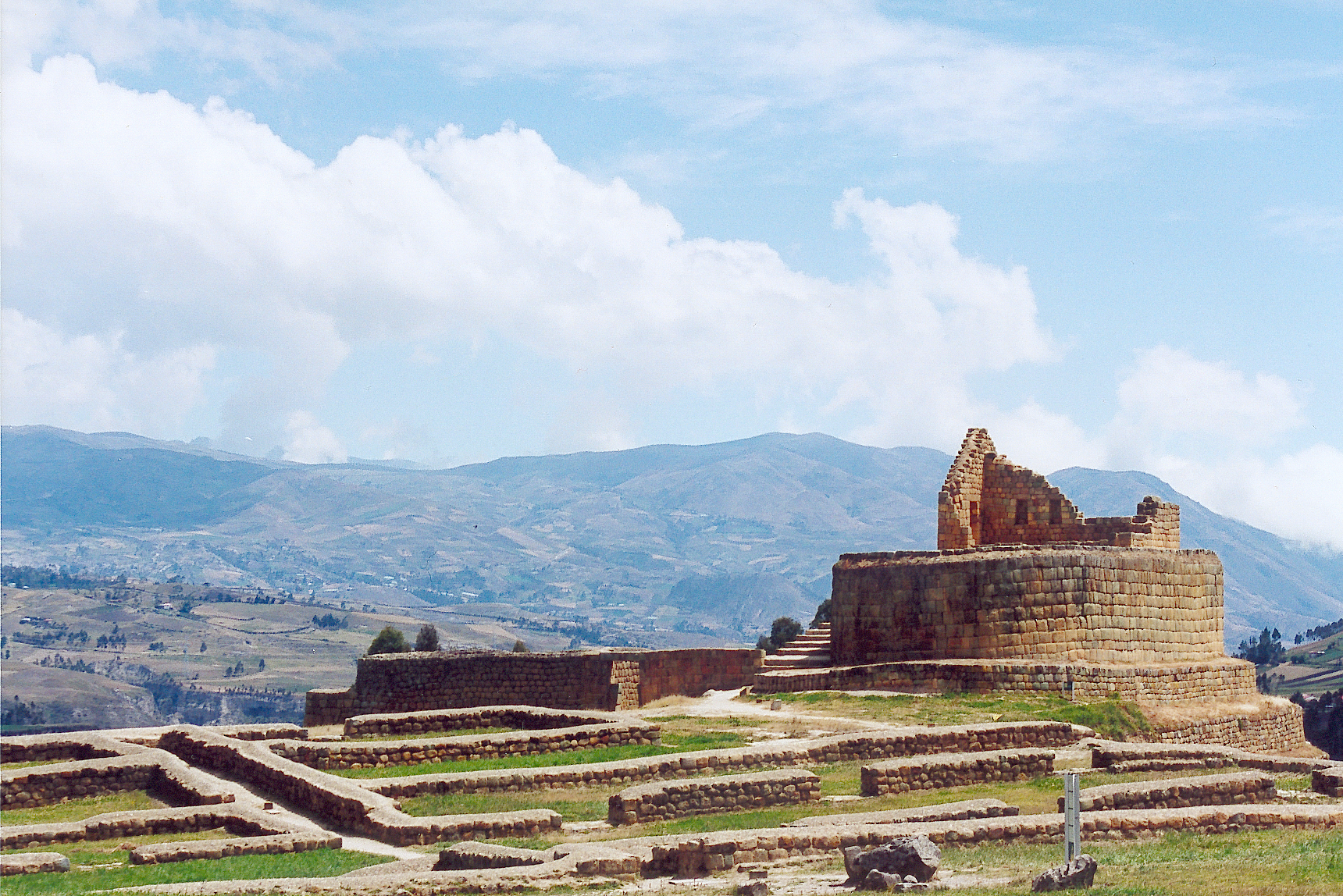
A napkultusz egy templomának romjai, a mai Ecuador területén

A dél-amerikai indiánok hiedelemvilágának közös eleme volt az ókori Egyiptomból és Perzsiából már jól ismert napkultusz; ez állt a viszonylag fejlett, politeista vallás középpontjában. A napistent számos kisebb, a termékenységkultusszal szoros kapcsolatban álló istenség vette körül (esőisten, kukoricaisten stb.), de ezek dicsőségét a Nap mindenképpen elhomályosította.
A napisten szerepe és jelentősége, úgy tűnik, az inkák birodalmában volt a legkiemelkedőbb, mivel azt feltételezték, hogy az uralkodócsalád feje közvetlenül a Nap leszármazottja. A Napisten képviselője a sapa inka (a Nap fia) volt. A Nap, mint leghatalmasabb isten azonban nem élt egyedül az inka mitológia szerint, felesége, a Hold hűségesen állt mellette.
Az inkák főünnepe is szorosan kapcsolódott a napkultuszhoz. Az ún. napünnepséget Inti napisten tiszteletére rendezték meg minden évben, a júniusi napforduló idején. A kultuszban nagy szerepet játszott a szent tűz, amelyet a kolostori közösségekben élő napszüzek őriztek és szolgáltattak ki évente egy alkalommal a papságnak, a szertartássorozat aprólékosan szabályozott lebonyolításához. Erre pedig azért volt szükség, mert az inkák erősen hittek a túlvilági életben: a boldog paradicsomban és a rettenetes alvilágban, amely utóbbit mint büntetést az isteneknek szánt áldozatok rendszeres bemutatása révén próbáltak elkerülni.
A cuzcoi naptemplom (Korikancsa)  az egyik legjelentősebb templom volt, amit az inkák építettek. Falait a mennyezettől a padlóig aranytáblák és aranylemezek borították, a keleti fal mellett a főoltáron pedig a nap óriási alakja volt, egyetlen vastag aranylemezből. Mellette voltak az inkák múmiái aranyozott trónokon, s a templom minden kapuja szintén aranyozott volt. A templom körül szintén aranyozott díszítésű zárdák és öt pavilon volt. A pavilonok egyikét a Nap feleségének, a Holdnak szentelték, és belsejét teljes egészében, kapuival együtt ezüstlemezekkel borították, hogy látni lehessen: ez a Hold lakhelye. A következő pavilon a Vénusznak, a Hajnalcsillagnak, a Fiastyúk hét csibéjének és a többi csillagnak volt szentelve. A csillagokéval szomszédos terem a villámlásnak, mennydörgésnek és mennykőnek volt felajánlva. Ezt a három fogalmat egy szóval fejezték ki: Illapa. Egy további helyiséget a szivárványnak ajánlottak fel. Tudták a szivárványról, hogy a Naptól származik, és az inka királyok ezért választották jelképüknek és címerüknek, mert maguk is a Naptól való származással hivalkodtak. Az ötödik és egyben utolsó pavilon a főpapé és a templomi szolgálatban segédkező többi papé volt. Ezeknek mind az inka királyi vérből kellett származniuk. Részükre ez a helyiség kihallgatási teremként szolgált, ahol előkészítették a bemutatandó áldozatokat és minden egyéb, a templomi szolgálatban szükséges dolgot. Ez a terem, ahogy a többi is, szintén a tetőtől a padlóig aranytól tündöklött.

## Észak-Amerika

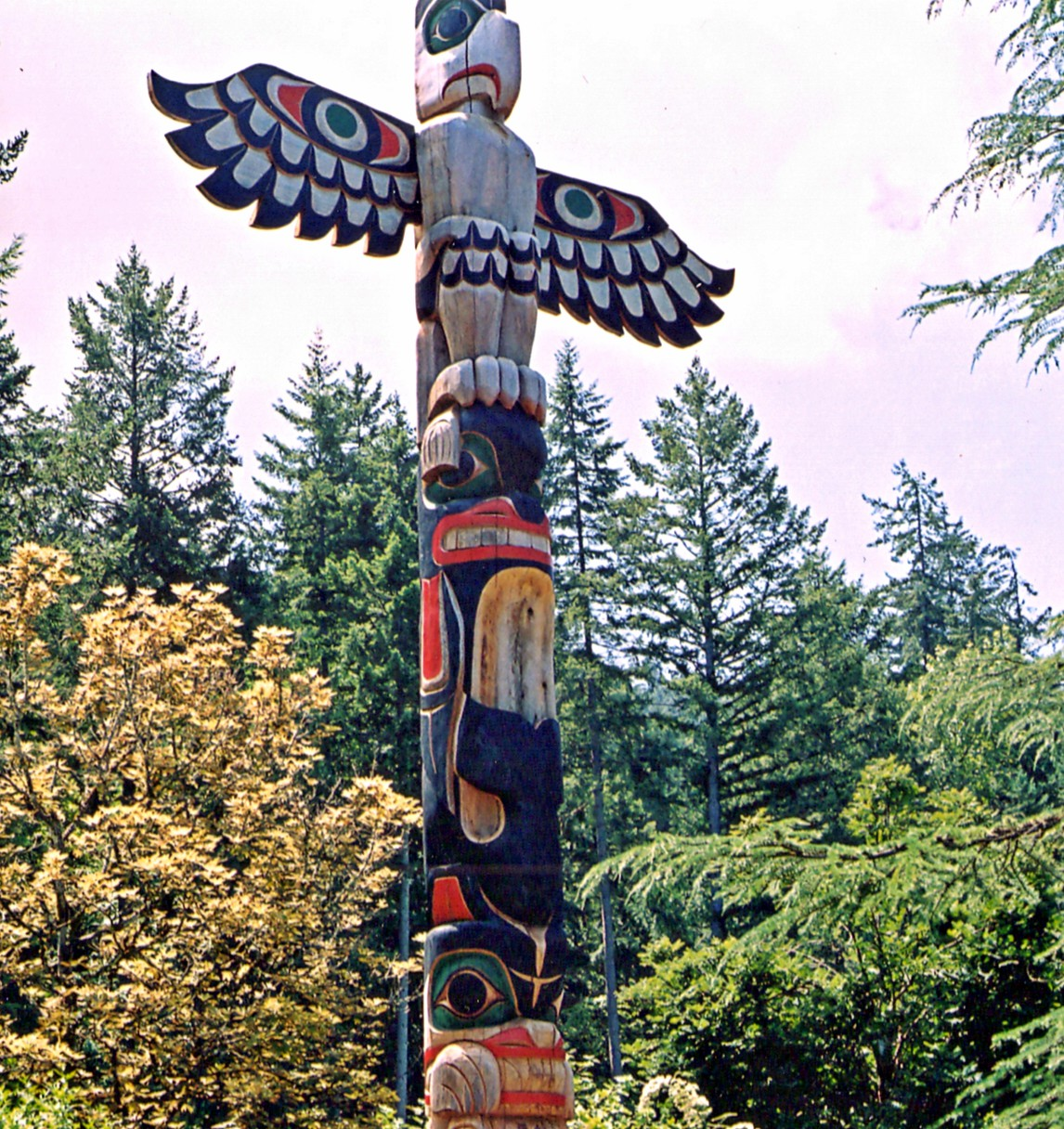
Totemoszlop (Brit Columbia, Kanada)

Az egykori közép-amerikai őslakosok nézeteihez hasonló volt az észak-amerikai indiánok látásmódja. Az entitás, amit mi teremtő Istennek hívunk, számukra maga a kozmikus esszencia volt. Kivételes az antropomorf természetfölötti lények elképzelése, emiatt az indiánok hitvilága kutatóinak korábban úgy tűnt, hogy ezeknek a törzseknek nincs is vallása.
Az animista felfogás úgy tartotta, hogy minden természeti valóság szent és minden tárgynak van egy belső szelleme, aminek az erejét szent szertartások révén lehet megérezni, és ezt az erőt a törzs javára is fel lehet használni. Fontos szerepe volt az egyéni védőszellemeknek, amelyek állatalakban jelentek meg és kultuszuk kapcsolatban állt a totemizmussal. 
A totemizmus jellegzetes szertartásai voltak az álarcos táncok, amelyeknek résztvevői totemeik képébe öltözve jelentek meg.
Vallásuk egyébként a manituk (természetfeletti erők, szellemek) tisztelete, amely az égitestek imádásába ment át.
Az életet nagy utazásnak tekintették, ami azzal kezdődött, hogy a lélek levált a Nagy Szellemről , hogy beléphessen egy testbe, amely az Anya Földön él. A halál pedig az a pillanat volt, amikor még egyszer és immár örökre a lélek összeolvadt a Nagy Istennel.
A Nagy Szellemet néha úgy képzelték el, mint egy antropomorf égi isten, aki személyesen irányította a világot és időnként beavatkozott az emberi ügyekbe. Ő a teremtés és az örökkévalóság Istene.
A szellemekkel és holtakkal való összeköttetést a papok tartották fent, akik egy személyben voltak varázslók és orvosok is, ezért az indiánok gyakran orvosságos embereknek  hívták őket. A papok álmokat is magyaráztak, szellemeket űztek, ismerték a gyógyerejű füveket, s ők mutatták be az áldozatokat is. Totemeiken kívül istenábrázolásaik nem igen voltak. A legtöbb törzs vallása inkább animizmus, mint kézzelfogható fetisizmusba sűrűsödő többistenhit volt.

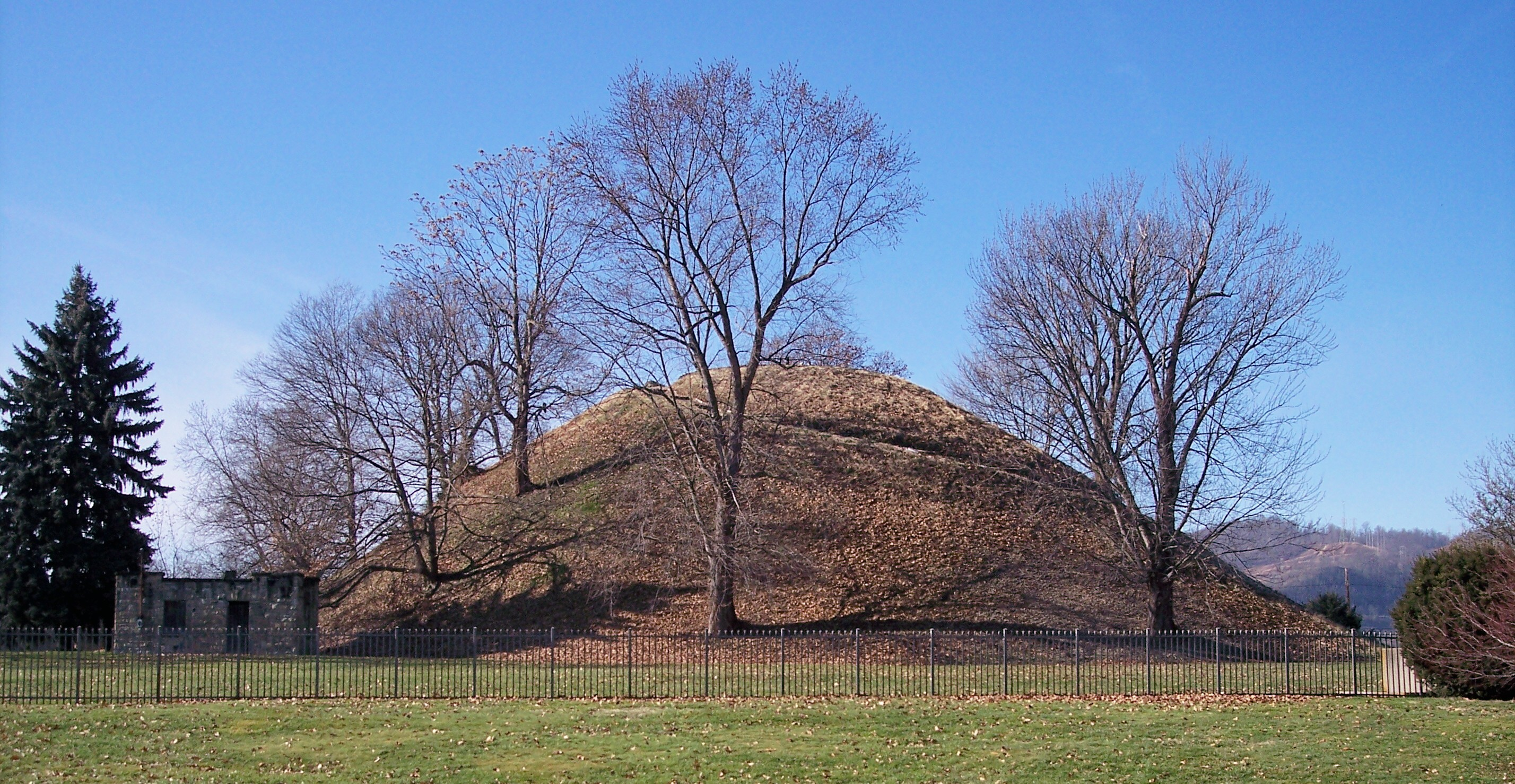
Mesterséges földhalom a mai USA területén (Grave Creek Mound)

A skalpolás  szokása olyan tett volt, amikor a fejtető birtoklása a legyőzött ellenfél erőinek birtokába juttatta az egyént. Először csak pár népcsoportnál volt jellemző (irokézek, huronok, dakoták), később általánossá vált.
A régészek az Egyesült Államok területén – főleg Ohio, Wisconsin és Illinois államokban – sok helyen fedeztek fel mesterséges dombokat (mound), amelyeket különféle okokból hoztak létre a történelem folyamán; egy része kétségtelenül vallási célokat szolgáló földhalom volt, ahol szertartások bemutatása történt. Az állatalakú földhányások a törzsek őskultuszára fektettek hangsúlyt. Ezek alatt a magas dombok alatt kamrák és üregek vannak, kőkoporsókkal, edényekkel, fegyverekkel, továbbá oltárok is találhatók bennük, úgyhogy nyilvánvalóan vallásos emlékek.
A mexikói határon fekvő kör és félkör alakú építmények, az ún. pueblók alighanem régi naptemplomok.

## Eszkimók
Amerika sarki tájain lakó eszkimók (inuitok) hagyományos vallásának legfontosabb részei:
- a lelkekben való hit

Nézetük szerint mindennek lelke van. A kőnek, a házieszköznek éppúgy, mint a hegynek és a víznek, a tengernek, a levegőnek és a szélnek, az állatnak és az embernek. Ez a lélek eredetileg benn lehet a tárgyban, vagy valamely meghalt emberből állatból költözhet bele. Ez a lélek a tárgy inuá-ja , amely hasonló más népek mana-hitéhez.  
- halál, másvilág

Lélekhitük volt az oka annak, hogy a haláltól féltek. Egyes eszkimótörzsek ugyan nem hittek a másvilági életben, a legtöbb törzs azonban igen. Ez utóbbiak ezért nem engedték meg, hogy súlyos betegeik rendes kunyhójukban haljanak meg. Inkább az időszaknak megfelelő téli vagy nyári sátrat készítettek a számukra, abba vitték át és ott magukra hagyták őket.
Az eszkimók mennyországa az égben volt. Lakói boldogan élnek, örök világosságban járnak; a mennyországban nincs hó, nincs jég, nincs vihar; nem is szomorú, nem is fáradt benne soha senki. A pokol ezzel szemben a föld mélyén volt, ahova soha nem süt be a nap, örök a zaj, a hóesés és a vihar. A hideg irtóztató és mindent jég borít.
- angekok

Papjaik az angekokok, akik azt állítják, hogy a szellemekkel beszélni tudnak, eljutnak az égbe és az alvilágba és megidézhetik a tornarssukokat. Fő tevékenységük volt a téli szellemidézés.
- szellemek

Az inuitok sok természetfeletti lényt ismertek. A grönlandi emberekhez legközelebb álltak az angekokok szolgálattevő szellemei, a tornakok . Ezek az ősök, halottak lelkei. De lehet a tornak állat-lelke is.
A tornak szellemeknél hatalmasabb, valósággal fejedelemszámba ment köztük a tornarssuk (torngarsuk) . A keresztény hittérítők aztán ördöggé degradálták.
- teremtésmondák

A világ szerintük vagy magától lett, vagy mindig is volt és mindig is lesz. Teremtésmondájuk tehát nincs.
- amulettek

Amulettje majdnem minden eszkimónak volt: állat vagy ember alakú tárgy, amit varázsige ruházott fel bűvös hatalommal. A férfiak fókabőr zacskóba varrva a mellükön, az asszonyok a hajukba rejtve hordták.